# Macropsis unicolor
Macropsis unicolor är en insektsart. Macropsis unicolor ingår i släktet Macropsis och familjen dvärgstritar. Utöver nominatformen finns också underarten M. u. pellucens.